# آني برون
آني برون (بالنرويجية: Ane Brun) (و. 1976  م) هي موسيقية، ومغنية، وعازفة قيثارة، وكاتبة غنائية نرويجية، ولدت في مولده.

## جوائز
حصلت على جوائز منها:
- Spellemann Award for female artist of the year ‏، عن عمل: It All Starts with One [الإنجليزية]‏ (2011)
- The Prince Eugen Culture Prize [الإنجليزية]‏ (2009)
- Alarmprisen in pop ‏ (2006)
- Spellemannprisen for hit of the year ‏ (2005)
- Spellemann Award for female artist of the year ‏، عن عمل: A Temporary Dive [الإنجليزية]‏ (2005).

## وصلات خارجية
- آني برون على موقع IMDb (الإنجليزية)
- آني برون على موقع ميوزك برينز (الإنجليزية)
- آني برون على موقع ميوزك برينز (الإنجليزية)
- آني برون على موقع أول ميوزيك (الإنجليزية)
- آني برون على موقع ديسكوغز (الإنجليزية)

- آني برون في قاعدة بيانات الأفلام على الإنترنت